# Tour de l'Ain 2019
Il Tour de l'Ain 2019, trentunesima edizione della corsa e valevole come evento dell'UCI Europe Tour 2019 categoria 2.1, si svolse in tre tappe dal 24 al 26 maggio 2019 su un percorso di 405,4 km, con partenza da Bourg-en-Bresse e arrivo sul Col du Grand Colombier, in Francia. La vittoria fu appannaggio del francese Thibaut Pinot, il quale completò il percorso in 10h01'10", alla media di 40,461 km/h, precedendo lo svizzero Mathias Frank e l'estone Rein Taaramäe.
Sul traguardo del Col du Grand Colombier 86 ciclisti, su 101 partiti da Bourg-en-Bresse, portarono a termine la competizione.

## Tappe
| Tappa  | Data      | Percorso                                  | km    | Vincitore di tappa | Leader cl. generale |
| ------ | --------- | ----------------------------------------- | ----- | ------------------ | ------------------- |
| 1ª     | 24 maggio | Bourg-en-Bresse > Saint-Vulbas            | 162,6 | Stefan Bissegger   | Stefan Bissegger    |
| 2ª     | 25 maggio | Bellignat > Col de la Faucille            | 123,9 | Alexandre Geniez   | Alexandre Geniez    |
| 3ª     | 26 maggio | Parc des Oiseaux > Col du Grand Colombier | 118,9 | Thibaut Pinot      | Thibaut Pinot       |
| Totale | Totale    | Totale                                    | 405,4 |                    |                     |

## Squadre e corridori partecipanti
| N.    | Cod. | Squadra                    |
| ----- | ---- | -------------------------- |
| 1-6   | GFC  | Groupama-FDJ               |
| 11-16 | ALM  | AG2R La Mondiale           |
| 21-26 | TKA  | Team Katusha Alpecin       |
| 31-36 | COF  | Cofidis, Solutions Crédits |
| 41-46 | TDE  | Total Direct Énergie       |
| 61-66 | DMP  | Delko Marseille Provence   |
| 71-76 | PCB  | Team Arkéa-Samsic          |
| 81-86 | WGG  | Wanty-Gobert Cycling Team  |
| 91-96 | VCB  | Vital Concept-B&B Hotels   |

| N.      | Cod. | Squadra                         |
| ------- | ---- | ------------------------------- |
| 101-106 | NRL  | Natura4Ever-Roubaix-Lille Métr. |
| 111-116 | AUB  | St Michel-Auber 93              |
| 121-126 | DSU  | Development Team Sunweb         |
| 131-136 | KMT  | Kometa Cycling Team             |
| 141-146 | GAZ  | Gazprom-RusVelo                 |
| 151-156 | VAM  | Vino-Astana Motors              |
| 161-166 | DEU  | Germania                        |
| 171-176 | CHE  | Svizzera                        |

## Dettagli delle tappe

### 1ª tappa
- 24 maggio: Bourg-en-Bresse > Saint-Vulbas – 162,6 km

Risultati
| Pos. | Corridore         | Squadra       | Tempo    |
| ---- | ----------------- | ------------- | -------- |
| 1    | Stefan Bissegger  | Svizzera      | 3h32'51" |
| 2    | Lorrenzo Manzin   | Vital Concept | s.t.     |
| 3    | Anthony Maldonado | Auber 93      | s.t.     |

| Pos. | Corridore         | Squadra       | Tempo    |
| ---- | ----------------- | ------------- | -------- |
| 1    | Stefan Bissegger  | Svizzera      | 3h32'41" |
| 2    | Lorrenzo Manzin   | Vital Concept | a 4"     |
| 3    | Anthony Maldonado | Auber 93      | a 6"     |

### 2ª tappa
- 25 maggio: Bellignat > Col de la Faucille – 123,9 km

Risultati
| Pos. | Corridore        | Squadra  | Tempo    |
| ---- | ---------------- | -------- | -------- |
| 1    | Alexandre Geniez | AG2R     | 3h17'55" |
| 2    | Thibaut Pinot    | Groupama | s.t.     |
| 3    | Mathias Frank    | AG2R     | s.t.     |

| Pos. | Corridore        | Squadra  | Tempo    |
| ---- | ---------------- | -------- | -------- |
| 1    | Alexandre Geniez | AG2R     | 6h50'36" |
| 2    | Thibaut Pinot    | Groupama | a 4"     |
| 3    | Mathias Frank    | AG2R     | a 6"     |

### 3ª tappa
- 26 maggio: Parc des Oiseaux > Col du Grand Colombier – 118,9 km

Risultati
| Pos. | Corridore        | Squadra  | Tempo    |
| ---- | ---------------- | -------- | -------- |
| 1    | Thibaut Pinot    | Groupama | 3h10'40" |
| 2    | Élie Gesbert     | Arkéa    | a 52"    |
| 3    | Aleksej Rybalkin | Gazprom  | s.t.     |

| Pos. | Corridore     | Squadra  | Tempo     |
| ---- | ------------- | -------- | --------- |
| 1    | Thibaut Pinot | Groupama | 10h01'10" |
| 2    | Mathias Frank | AG2R     | a 1'08"   |
| 3    | Rein Taaramäe | Direct   | a 1'25"   |

## Evoluzione delle classifiche
| Tappa              | Vincitore          | Classifica generale Maglia gialla | Classifica a punti Maglia verde | Classifica scalatori Maglia rossa | Classifica giovani Maglia bianca | Classifica a squadre |
| ------------------ | ------------------ | --------------------------------- | ------------------------------- | --------------------------------- | -------------------------------- | -------------------- |
| 1ª                 | Stefan Bissegger   | Stefan Bissegger                  | Stefan Bissegger                | Simon Pellaud                     | Stefan Bissegger                 | Germania             |
| 2ª                 | Alexandre Geniez   | Alexandre Geniez                  | Alexandre Geniez                | Nils Politt                       | Vadim Pronskiy                   | AG2R La Mondiale     |
| 3ª                 | Thibaut Pinot      | Thibaut Pinot                     | Thibaut Pinot                   | Thibaut Pinot                     | Vadim Pronskiy                   | AG2R La Mondiale     |
| Classifiche finali | Classifiche finali | Thibaut Pinot                     | Thibaut Pinot                   | Thibaut Pinot                     | Vadim Pronskiy                   | AG2R La Mondiale     |

## Classifiche finali

### Classifica generale - Maglia gialla
| Pos. | Corridore        | Squadra     | Tempo     |
| ---- | ---------------- | ----------- | --------- |
| 1    | Thibaut Pinot    | Groupama    | 10h01'10" |
| 2    | Mathias Frank    | AG2R        | a 1'08"   |
| 3    | Rein Taaramäe    | Direct      | a 1'25"   |
| 4    | Élie Gesbert     | Arkéa       | a 1'38"   |
| 5    | Aleksej Rybalkin | Gazprom     | a 1'40"   |
| 6    | Artem Nych       | Gazprom     | a 2'30"   |
| 7    | Vadim Pronskiy   | Vino-Astana | a 2'52"   |
| 8    | Julien Simon     | Cofidis     | a 2'54"   |
| 9    | Javier Moreno    | Delko Mar.  | a 3'07"   |
| 10   | Nicolas Edet     | Cofidis     | a 3'32"   |

### Classifica a punti - Maglia verde
| Pos. | Corridore        | Squadra  | Punti |
| ---- | ---------------- | -------- | ----- |
| 1    | Thibaut Pinot    | Groupama | 45    |
| 2    | Élie Gesbert     | Arkéa    | 35    |
| 3    | Mathias Frank    | AG2R     | 28    |
| 4    | Alexandre Geniez | AG2R     | 25    |
| 5    | Stefan Bissegger | Svizzera | 25    |

### Classifica scalatori - Maglia rossa
| Pos. | Corridore         | Squadra  | Punti |
| ---- | ----------------- | -------- | ----- |
| 1    | Thibaut Pinot     | Groupama | 45    |
| 2    | Nils Politt       | Katusha  | 27    |
| 3    | Élie Gesbert      | Arkéa    | 22    |
| 4    | Geoffrey Bouchard | AG2R     | 18    |
| 5    | Mathias Frank     | AG2R     | 17    |

### Classifica giovani - Maglia bianca
| Pos. | Corridore        | Squadra     | Tempo     |
| ---- | ---------------- | ----------- | --------- |
| 1    | Vadim Pronskiy   | Vino-Astana | 10h04'02" |
| 2    | Juan Pedro López | Kometa      | a 1'45"   |
| 3    | Felix Gall       | Dev. Sunweb | a 4'56"   |
| 4    | Georg Zimmermann | Germania    | a 5'08"   |
| 5    | Stefano Oldani   | Kometa      | a 13'02"  |

### Classifica a squadre
| Pos. | Squadra                    | Tempo     |
| ---- | -------------------------- | --------- |
| 1    | AG2R La Mondiale           | 30h12'51" |
| 2    | Cofidis, Solutions Crédits | a 36"     |
| 3    | Delko Marseille Provence   | a 5'54"   |
| 4    | Team Arkéa-Samsic          | a 10'33"  |
| 5    | Total Direct Énergie       | a 11'26"  |